# Pampore
Pampore (o Pampur) è una città dell'India di 16.595 abitanti, situata nel distretto di Pulwama, nel territorio del Jammu e Kashmir. In base al numero di abitanti la città rientra nella classe IV (da 10.000 a 19.999 persone).

## Geografia fisica
La città è situata a 34° 1' 0 N e 74° 55' 60 E e ha un'altitudine di 1.573 m s.l.m..

## Società

### Evoluzione demografica
Al censimento del 2001 la popolazione di Pampore assommava a 16.595 persone, delle quali 8.548 maschi e 8.047 femmine. I bambini di età inferiore o uguale ai sei anni assommavano a 1.119, dei quali 589 maschi e 530 femmine. Infine, coloro che erano in grado di saper almeno leggere e scrivere erano 9.779, dei quali 5.862 maschi e 3.917 femmine.